# Nello Correale
Nello Correale (...) è un regista e sceneggiatore italiano.

## Biografia
È noto per la sceneggiatura di Luna e l'altra (1996), diretto da Maurizio Nichetti, per la quale ha vinto un Golden Goblet alla Miglior Sceneggiatura, e per la regia de I ragazzi della Panaria (2004) che gli è valsa una candidatura al David di Donatello per il Miglior Documentario di Lungometraggio.

## Filmografia

### Regia
- Di quale amore (1995)
- Oltremare - Non è l'America (1998)
- Not registered (1999)
- Sotto gli occhi di tutti (2003)
- Moser: Scacco al tempo (2018)

### Sceneggiatura
- Luna e l'altra, regia di Maurizio Nichetti (1996)
- Mammamia!, regia di Maurizio Nichetti - serie TV (2003)

### Regia e Sceneggiatura
- Fairway - una strada lunga un sogno (1999)
- I ragazzi della Panaria (2004)
- All Human Rights for All (2008)
- La voce di Rosa (2011)
- Il Toro di Wall Street (2014)
- Depero. Rovereto, New York e altre storie (2015)
- Chet is Back, Chet Baker in Italia (2020)
- Senza malizia (2021)

## Riconoscimenti
- Golden Globlets
  - 1996: Golden Goblet alla Migliore Sceneggiatura - Luna e l'altra

- David di Donatello
  - 2005: Candidatura al Miglior Documentario di Lungometraggio – I ragazzi della Panaria